# Syntomidopsis gundlachiana
Syntomidopsis gundlachiana là một loài bướm đêm thuộc phân họ Arctiinae, họ Erebidae.